# Armistizio di Pleiswitz
La tregua o armistizio di Pleiswitz fu sottoscritto su richiesta di Prussia e Russia fra Napoleone I e la Sesta coalizione nel 1813. Firmato il 4 giugno e previsto fino al 20 luglio, fu prorogato fino al 16 agosto.

## Antefatti
L'armistizio seguì tre importanti successi francesi nella campagna di Germania di Napoleone, la battaglia di Lützen, quella di Bautzen e la conquista di Breslavia. Le truppe francesi tuttavia erano stremate e limitate nell'azione dalla mancanza di cavalli, mentre quelle delle potenze coalizzate lo erano altrettanto e forse peggio, con il grosso delle truppe ritirate in Slesia ed i continui dissidi fra i generali.
Così, con l'intermediazione austriaca, in quel momento in armi ma non belligerante, il 2 luglio ebbe inizio una tregua che due giorni dopo fu ufficializzata con un armistizio vero e proprio, la cui durata era prevista fino al 20 luglio.

## Le cause
La situazione era poco buona per i francesi, che dall'inizio della campagna avevano perso circa 25.000 uomini (morti e feriti inabili al combattimento) oltre a trovarsi con un numero elevato di ammalati ed una forte carenza di cavalli, munizioni e viveri. Ma anche per gli alleati la situazione era drammatica: l'Austria non si decideva ad entrare in guerra al loro fianco, le truppe rimaste erano stremate e le diserzioni aumentavano, per cui una tregua era indispensabile anche a loro. Tuttavia gli storici ritengono che, tenuto conto di tutto, Napoleone abbia commesso un errore ad accettare l'armistizio, essendo la situazione, soprattutto dopo la conquista di Breslavia, decisamente più favorevole a lui che agli avversari.

## Gli sviluppi della situazione
Durante il periodo di armistizio si verificarono alcuni eventi che portarono grandi vantaggi agli alleati:
- a Reichenbach, il 14 giugno, l'Inghilterra promise due milioni di sterline complessive a Russia e Prussia (due terzi alla prima ed un terzo alla seconda) se si fossero impegnate a non concludere una pace separata con i francesi
- il 27 giugno l'Austria s'impegnò a far proprie le ragioni di Prussia e Russia se Napoleone non avesse accettato le loro condizioni per un trattato di pace
- La Svezia, il 7 luglio, promise il suo appoggio contro i francesi

Intanto proseguivano le trattative in una conferenza appositamente indetta per giungere alla pace. Le richieste degli alleati risultarono tuttavia inaccettabili per Napoleone:
- scioglimento del Ducato di Varsavia
- scioglimento della Confederazione del Reno
- ritorno, per la Prussia, ai confini del 1805
- ritorno delle Province Illiriche all'Austria

Gi alleati, al giungere del termine concordato, chiesero una proroga dell'armistizio fino al 16 agosto: essi necessitavano di tempo per consentire all'Austria di completare i preparativi del suo esercito per entrare in guerra, e a loro per completare lo schieramento delle proprie truppe, tra le quali vi era ora anche l'esercito svedese, forte di 40.000 uomini al comando di Bernadotte, il futuro Carlo XIV Giovanni, re di Svezia, e Carlo III Giovanni, re di Norvegia. Ma anche Napoleone necessitava di ulteriore tempo per completare il suo contingente con nuove forze, cosicché la richiesta lo trovò concorde.